# Eisenbahnunfall von Rudnik
Der Eisenbahnunfall von Rudnik war eine Explosionskatastrophe, die sich am 17. Juli 1917 im Bahnhof von Rudnik am San, damals Österreich, heute Polen, ereignete. 59 Menschen starben.

## Ausgangslage
Im Bahnhof von Rudnik war auf einem Nebengleis ein mit Munition beladener Zug des österreichisch-ungarischen Militärs abgestellt. Österreich-Ungarn befand sich im Krieg mit dem benachbarten Russland.

## Unfallhergang
Gegen 16 Uhr explodierte der Zug und seine Trümmer gerieten in Brand. Da alle Personen in einem Umkreis von 150 Metern, einschließlich der militärischen Begleitung und des Bahnpersonals, sofort getötet wurden, konnte die Ursache der Explosion nicht ermittelt werden.

## Folgen
59 Menschen starben. Dazu zählte nicht nur der Bahnhofsvorstand, der sich in seinem Büro im Empfangsgebäude aufhielt und die anderen diensthabenden Eisenbahner, sondern auch Eisenbahner, die sich in einem als Unterkunft genutzten, ebenfalls im Bahnhof abgestellten Eisenbahnwagen aufgehalten hatten und das den Munitionszug begleitende Militär. Sieben Wagen des Zuges brannten vollständig aus, die elf weiteren wurden schwer beschädigt.